# Braathens Regional Airways
Braathens Regional Airways (von 1976 bis Anfang 2013 Golden Air, bis 2015 Braathens Aviation) ist eine schwedische Regionalfluggesellschaft mit Sitz in Trollhättan und ein Tochterunternehmen der Braganza AB. Es betreibt ACMI-Dienste zwischen mehreren inländischen Zielen in Schweden für seine Schwestergesellschaft der virtuellen Fluggesellschaft BRA Braathens Regional Airlines und Ad-hoc-Charter-Dienste.

## Geschichte
Braathens Regional Airlines wurde am 16. September 1976 unter dem Namen Golden Air in Karlstad als Lufttaxi-Unternehmen gegründet. Die Betriebsaufnahme erfolgte Ende der 1970er-Jahre mit je einer Cessna 310 und Cessna 402. In den 1980er-Jahren richtete die Gesellschaft eine erste internationale Linienstrecke zwischen Örebro über Karlstad nach Oslo ein. Parallel bediente das Unternehmen mit Flugzeugen der Typen Cessna 402, Cessna 404 und Swearingen Metro von Karlstad ausgehende nationale Linienrouten nach Linköping sowie zu den Flughäfen Stockholm/Bromma und Stockholm/Arlanda.
Im Januar 2013 änderte Golden Air ihren Namen zu Braathens Aviation. Das Unternehmen wurde im Jahr 2015 umbenannt in Braathens Regional Airways und nutzt seitdem den Markennamen BRA im Außenauftritt, eine Anlehnung an das schwedische Wort „bra“, das „gut“ bedeutet.
Im Zuge der COVID-19-Pandemie stellte BRA den Betrieb ein und stellte einen Antrag auf Insolvenz in Eigenverwaltung.
Nach einem erfolgreichen Restrukturierungsverfahren konnte BRA Ende 2020 den Betrieb wieder aufnehmen, zunächst nur im Charterbetrieb. Der Linienbetrieb wurde 2021 aufgenommen.
Seit Sommer 2024 werden vereinzelt BRA-Flugzeuge im Auftrag von Austrian Airlines am Drehkreuz Wien auf ausgewählten Strecken als Wetlease-Partner eingesetzt.
Im Oktober 2024 wurde bekannt, dass BRA den eigenen Flugbetrieb einstellen wird und ab Januar 2025 ausschließlich für Kooperationspartner fliegen wird. Dazu zählt insbesondere die skandinavische Fluggesellschaft SAS. Verbunden mit dieser Strategieänderung ist auch der Rückzug vom Stadtflughafen Stockholm-Bromma (BMA) was für diesen einen Rückgang der Verkehrszahlen von fast 90 % bedeutet und stadtpolitisch die frühere Schließung des Flughafens zugunsten der Stadtplanung und Stadtentwicklung beschleunigen könnte.

## Flugziele
Braathens Regional Airlines bietet hauptsächlich vom Flughafen Stockholm/Bromma aus Flüge zu zahlreichen Inlandszielen wie Sundsvall, Halmstad und Visby sowie nach Brüssel an. Einige Routen werden zudem auch im Namen von kleineren Regionalfluggesellschaften betrieben.

## Flotte
Mit Stand April 2025 besteht die Flotte der Braathens Regional Airways aus 17 Flugzeugen mit einem Durchschnittsalter von 9,4 Jahren:
| Flugzeugtyp     | Anzahl | bestellt | Anmerkungen                                  | Sitzplätze | Durchschnittsalter |
| --------------- | ------ | -------- | -------------------------------------------- | ---------- | ------------------ |
| ATR 72-600      | 14     | 2        | fünf betrieben für SAS Scandinavian Airlines | 72         | 08,1 Jahre         |
| Airbus A319-100 | 2      |          | einer inaktiv                                | 144        | 19,0 Jahre         |
| Gesamt          | 17     | 2        |                                              |            | 09,4 Jahre         |

## Ehemalige Flugzeugtypen
- ATR 72-500
- Avro RJ 100[8]